# Andy Linden (actor)
Andy Linden es un actor inglés, mayormente conocido por su papel de Mundungus Fletcher en la película Harry Potter y las Reliquias de la Muerte: parte 1 y John the Watch en la serie de televisión Count Arthur Strong.

## Filmografía

### Películas
| Cine | Cine                                               | Cine               | Cine |
| Año  | Película                                           | Papel              |      |
| ---- | -------------------------------------------------- | ------------------ | ---- |
| 1996 | Punch                                              |                    |      |
| 1996 | Lord of Misrule                                    | Thug               |      |
| 2000 | Take a Girl Like You                               | Club Doorman       |      |
| 2001 | Lucky Break                                        | Kenny              |      |
| 2001 | From Hell                                          | Carpenter          |      |
| 2002 | The Visitor                                        | Countryman         |      |
| 2002 | The Case                                           | Sid the Sleaze     |      |
| 2005 | Oliver Twist                                       | Mr. Gamfield       |      |
| 2006 | All in the Game                                    | Foxi the Fan       |      |
| 2007 | Rise of the Footsoldier                            | Peter Dinsdale     |      |
| 2007 | Mad, Sad & Bad                                     | Freddy             |      |
| 2007 | The Story of...                                    | El padre de Baz    |      |
| 2008 | RocknRolla                                         | Waster             |      |
| 2008 | The Secret of Moonacre                             | Marmaduke Scarlet  |      |
| 2009 | Being Danny's Dire                                 | Ronnie the Rammer  |      |
| 2009 | Huge                                               | Anunciante         |      |
| 2010 | Harry Potter y las Reliquias de la Muerte: parte 1 | Mundungus Fletcher |      |
| 2015 | Rise of the Footsoldier Part II                    | Reg                |      |

### Televisión
| Series de televisión | Series de televisión | Series de televisión    | Series de televisión |
| Año                  | Película             | Papel                   |                      |
| -------------------- | -------------------- | ----------------------- | -------------------- |
| 1991–2009            | The Bill             | Varios personajes       |                      |
| 2003                 | State of Play        | Recepcionista del hotel |                      |
| 2008                 | Merlin               | Devlin                  |                      |
| 2009                 | Not Going Out        | Vecino                  |                      |
| 2012–2013            | Stella               | Big Rae                 |                      |
| 2013–                | Count Arthur Strong  | John the Watch          |                      |